# Pavla Hamáčková-Rybová
Pavla Hamáčková-Rybová  (née le 20 mai 1978) est une athlète tchèque, pratiquant le saut à la perche. Elle est championne du monde en salle en 1999 et médaillée de bronze aux championnats du monde d'Helsinki en 2005.

## Palmarès

### Jeux olympiques d'été
- Jeux olympiques d'été de 2000 à Sydney ( Australie)
  - éliminée en qualifications du saut à la perche
- Jeux olympiques d'été de 2004 à Athènes ( Grèce)
  - 11e au saut à la perche

### Championnats du monde d'athlétisme
- Championnats du monde d'athlétisme de 1999 à Séville ( Espagne)
  - 6e au saut à la perche
- Championnats du monde d'athlétisme de 2001 à Edmonton ( Canada)
  - 8e au saut à la perche
- Championnats du monde d'athlétisme de 2005 à Helsinki ( Finlande)
  -  Médaille de bronze au saut à la perche

### Championnats du monde d'athlétisme en salle
- Championnats du monde d'athlétisme en salle de 1999 à Maebashi ( Japon)
  - 7e au saut à la perche
- Championnats du monde d'athlétisme en salle de 2001 à Lisbonne ( Portugal)
  -  Médaille d'or au saut à la perche
- Championnats du monde d'athlétisme en salle de 2006 à Moscou ( Russie)
  - éliminée aux qualifications du saut à la perche

### Championnats d'Europe d'athlétisme en salle
- Championnats d'Europe d'athlétisme en salle de 2000 à Gand ( Belgique)
  -  Médaille d'or au saut à la perche
- Championnats d'Europe d'athlétisme en salle de 2002 à Vienne ( Autriche)
  - 6e au saut à la perche
- Championnats d'Europe d'athlétisme en salle de 2005 à Madrid ( Espagne)
  - 6e au saut à la perche